# Syn hrabiego Monte Christo
Syn hrabiego Monte Christo (ang. The Son of Monte Cristo) – amerykański film z 1940 roku w reżyserii Rowlanda V. Lee.

## Obsada
- Louis Hayward
- Joan Bennett
- George Sanders

## Nagrody i nominacje
| Nazwa nagrody | Wygrane            | Nominacje                                                                             |
| ------------- | ------------------ | ------------------------------------------------------------------------------------- |
| Oscar         | 1942 bez rezultatu | 1942 Najlepsza scenografia - filmy czarno-białe Edward G. Boyle, John DuCasse Schulze |